# Пили
Пи́ли — село у Львівському районі Львівської області. Належить до Добросинсько-Магерівської сільської громади.

## Історія
«Географічний словник Королівства Польського та інших земель слов'янських» так описує село Пили:

| Пили (пол. Piły) — село, Жовківський повіт, 11 км на пн.-зах. від Жовкви, 2,5 км на пд.-сх. від пошти в Добросині. На захід і північ лежить Добросин, на схід Воля-Висоцька, на південь Глинськ. Село лежить в басейні Вісли, за посередництвом Деревенки (Кривулі), притоки Свині, яка впадає до Рати. Деревенка пливе тут з півдня, зі сторони Глинська, пливе північною частиною території села в північно-східному напрямку до Добросина. Сільська забудова лежить в північно-західній частині території села, на лівому березі Деревенки (232 м над рівнем моря). На північний-схід від неї лежить група будинків «Замоче». Один присілок називається «В ланах». Західною частиною території села проходить дорога з Жовкви до Рави-Руської. Власність більша (маєтку) має орної ріллі 5 моргів, лугів і городів 150, пасовищ 124, лісів 275; власність менша (селянська) має орної ріллі 133, лугів і городів 136, пасовищ 38 моргів. В 1880 році було 453 жителі в гміні (майже всі греко-католики). Парафія римо-католицька була в Магерові, греко-католицька в селі, Жовківського деканату. В селі є дерев'яна церква з 1711 року (на місці давнішньої церкви з 1693 року). Фундатор церкви Теодор Беднар, селянин, подарував на утримання священика 21 гектар ріллі і 18 гектарів сіножаті. Це дарування король Ян ІІІ підтвердив документом від 25 червня 1693 року. Шараневич у своїй праці «Погляд на бенефіції і т. д.» (стр. 9) пише: "Бенефіції засновувались також на селянській ріллі, у маєтках латинського духовенства або приватних маєтках, коли священик купляв або громада для нього купляла селянські ґрунти, за певну суму за дозволом власника маєтку, зі всіма селянськими повинностями, виконання яких ця громада брала на себе, або які в маєтках латинських біскупів замінювались на невелику оплату, або коли ріллю свою селяни записували на церкву, а своїх синів, за дозволом власника маєтку, ставили священиками в цих церквах. Поміж багатьма документами такого типу, які знаходяться в архівах Львова, одним з найтиповіших прикладів такої фундації є акт заснування церкви в селі Пили від 1700 року. Згідно з цим документом, Теодор Беднар, своїм коштом та значним старанням збудував у цьому селі церкву Чесного Хреста, до неї приставив сина свого Костянтина за пароха. Власник цього села на його прохання надає церкві поля з двох дворищ і луги в лісі, звільняв духовного від усіх повинностей з поля або лугів, обґрунтовуючи ці ласки: «щоб сини Костянтина і брата його в духовному стані залишаючись, мали виховання, а прохач, коли б зазнав біди, міг мати притулок». |

## Населення

### Мова
Розподіл населення за рідною мовою за даними перепису 2001 року:
| Мова            | Кількість | Відсоток |
| --------------- | --------- | -------- |
| українська      | 306       | 99.67%   |
| інші/не вказали | 1         | 0.33%    |
| Усього          | 307       | 100%     |

## Люди
- Фесюк Галина Петрівна (народилася в 1964 у Пилах) — українська поетеса, краєзнавець, журналіст та громадський діяч у сфері культури.